# Cirratulus megalus
Cirratulus megalus är en ringmaskart som beskrevs av Chamberlin 1919. Cirratulus megalus ingår i släktet Cirratulus och familjen Cirratulidae. Inga underarter finns listade i Catalogue of Life.